# Gemeine Tiefland-Mosaikschwanzratte
Die Gemeine Tiefland-Mosaikschwanzratte (Paramelomys platyops) ist ein auf Neuguinea und umliegenden Inseln verbreitetes Nagetier in der Unterfamilie der Altweltmäuse. Manche Populationen dieser Art wurden zeitweilig der Monckton-Mosaikschwanzratte (Paramelomys moncktoni) zugerechnet. Vermutlich erhalten einige isolierte Populationen infolge zukünftiger Studien Artstatus. Der Artzusatz im wissenschaftlichen Namen ist aus den altgriechischen Worten platys (platt) und ops (Aussehen/Gesicht) gebildet.

## Merkmale
Dieses Nagetier ist ohne Schwanz 130 bis 155 mm lang, die Schwanzlänge liegt bei 105 bis 125 mm und das Gewicht bei 65 bis 102 g. Es sind 27 bis 29 mm lange Hinterfüße und 15 bis 19 mm lange Ohren vorhanden. Typisch ist kurzes und dichtes silbergraues Fell auf der Oberseite, während die Unterseite hellgrau ist. Der Schwanz erscheint nackt, obwohl sich an jeder Schuppe ein feines Haar befindet. Die Monckton-Mosaikschwanzratte hat dagegen drei Haare pro Schuppe. Die vier Zitzen der Weibchen sind paarig angeordnet.

## Verbreitung und Lebensweise
Das Verbreitungsgebiet reicht von der Vogelkophalbinsel und vorgelagerten Inseln im Westen Neuguineas bis zur Ostspitze der Insel und zu kleineren Inseln im Umfeld sowie bis nach Neubritannien. Die Gemeine Tiefland-Mosaikschwanzratte lebt im Flachland und in tieferen Teilen der Gebirge bis 1000 Meter Höhe. Sie bewohnt ursprüngliche und bewirtschaftete Wälder und besucht gelegentlich Siedlungen.
Die nachtaktiven Exemplare bewegen sich vorwiegend auf dem Boden und fangen Insekten. Ein Weibchen wurde zusammen mit einem Jungtier registriert.

## Gefährdung
Aufgrund fehlender Bedrohungen, vorhandener Schutzgebiete und einer stabilen Gesamtpopulation wird die Art von der IUCN als nicht gefährdet (least concern) gelistet.